# Hans Grisch
Hans Grisch, eigentlich Johannes Grisch (* 1. Februar 1880 in Bremen; † 1966 in Leipzig) war ein deutscher Konzertpianist, Komponist und Professor für Klavier und Musiktheorie an der Musikhochschule Leipzig.

## Leben
Hans Grisch war der Sohn von Kaufmann Rudolf Grisch († 1885) und Anna, geb. Müller. Er wuchs in Bremen auf, wo er die Realschule besuchte. Ursprünglich sollte er Kaufmann werden, wandte sich jedoch stattdessen der Musik zu. Sein Musikstudium absolvierte er von 1902 bis 1906 in Leipzig am Königlichen Konservatorium (heute Hochschule für Musik und Theater „Felix Mendelssohn Bartholdy“). Zu seinen Lehrern gehörten Robert Teichmüller (Klavier), Stephan Krehl (Theorie und Komposition) und Richard Hofmann (Instrumentation). 1907 trat Grisch eine Stelle als Theaterkapellmeister in Bremen an.
1909 wurde Grisch als Dozent für Klavier an das Königliche Konservatorium in Leipzig berufen. Kollegen waren seinerzeit u. a. Karl Straube, Robert Teichmüller und Max Reger.
Einer seiner Schüler war der isländische Komponist Páll Ísólfsson, der bei Grisch zwischen 1913 und 1924 Komposition studierte. Mit ihm verband ihn eine lebenslange Freundschaft. Zu Island hatte Grisch eine besondere Beziehung; er wurde ab den 1930er Jahren mehrfach mit Lehraufträgen als Gastdozent an der Musikschule zu Reykjavík bedacht und vom isländischen Staat für seine Tätigkeit ausgezeichnet.
Während des Ersten Weltkriegs leistete Grisch Kriegsdienst. 1923 heiratete er Ina Ketels, verwitwete Drewitz.
Nach dem Zweiten Weltkrieg wirkte Grisch weiterhin an der Leipziger Hochschule für Musik und Theater; der Wiederaufbau des dortigen Lehrbetriebes war ihm ein Anliegen. 1951 erhielt er eine Professur für Musiktheorie. Im September 1952 schied er aus dem regulären Lehrbetrieb aus, unterrichtete jedoch weiterhin als Emeritus.
Als Komponist schrieb er hauptsächlich Kammermusik und Lieder.